# Karosa T 500 HB
A Karosa T 500 HB vagy Tatra 500 HB hegyvidéki használatra tervezett csehszlovák háromtengelyes autóbusz, melyet 1950–1958 között gyártottak.

## Története
1948-ban tervezték a Karosa és a Tatra járműgyártók együttműködésében a második világháború utáni rossz útviszonyok, a nehéz terepen és különösen a hegyi viszonyok közötti üzemeltetésre. A felépítményt a Vysoké Mýto-i Karosa járműgyár, a hátsó futóművet és a meghajtást a kopřivnicei Tatra autógyár fejlesztette. Az első prototípus 1949–1950 fordulóján készült el. A jármű először a Tatra 500 jelzést kapta.  A konstrukció egyik fő újdonsága az önhordó karosszéria volt, és ez lett Csehszlovákiában az első önhordó karosszériával épített autóbusz. A motor és a hajtás a Tatra teherautóknál már alkalmazott rendszert követte (léghűtéses dízelmotor, független hátsó felfüggesztés).
Az első prototípus tesztelése 1950 elején kezdődött. 1951–1954 között három prototípussal folytak a próbák. Ezek technikai megoldásokban kismértékben különböztek és a karosszériában is voltak különbségek.
1954-ben két járművel összehasonlító teszteket végeztek hegyi terepen. Az egyik járművet a Tatra féle féltengelyes, független felfüggesztésű hátsó meghajtással látták el, a másikat a Praga cég által gyártott merev hátsó híddal szerelték fel. Vélhetően a minél egyszerűbb kialakítás miatt a sorozatgyártáshoz a merev hátsó hidas megoldást választották.
1954-ben kezdődött el a típus sorozatgyártása Karosa T 500 HB típusjelzéssel (a HB a horský bus, magyarul hegyi autóbusz kifejezés rövidítése). 1957-ig gyártották, addig összesen 521 db készült.
A jármű azonban nem vált be. Rossz menettulajdonságai voltak, a léghűtéses motor pedig igen zajos volt. Időközben a javuló útviszonyok sem igényeltek ilyen speciális járművet. Ezért a típus fejlesztése nem folytatódott és a forgalomba állított járműveket az 1960-as évek első felében a mindennapi használatból kivonták. Helyüket az arra az időre általánosan elterjedt Škoda 706 RTO buszok vették át.

## Jellemzői
A jármű karosszériája önhordó szerkezet. Csak egy ajtaja volt, ez a bal oldalon, az első tengely előtt helyezkedik el. Az utasülések 2x2 sorban helyezkednek el. Maximálisan 60 utas fér el a járműben 31 ülőhelyen és 29 állóhelyen.
A V8-as motor hátul helyezték el. A Tatra T 108 közvetlen befecskendezéses léghűtéses dízelmotoron alapul, a típusjele T500. Ez a Tatra 111 és Tatra 128-as teherautókon is használt V12-es dízelmotor kisebb változata, amely 91,2 kW maximális teljesítmény leadására volt képes. 1900-as percenkénti fordulatszám mellett. A hátsó kerekek a prototípusokban független kerékfelfüggesztéssel rendelkeztek, ahol a  négy hajtott hajtott hátsó kerék féltengelyekkel kapcsolódott a hajtóműházhoz. Ez jó terepjáró tulajdonságot biztosított. A sorozatgyártású példányokban azonban már merev hátsó híd volt.
A motor hűtéséhez a levegőt a tetőrész hátulján kialakított beömlőnyíláson keresztül, a hátfal mentén vezették be a motortérbe. Egyedi volt az utastér szellőztetésének a megoldása is. A bevezetett szellőztető levegőt az utastér tetőlemezén lévő 20 ezer kis furaton keresztül vezették el.
Eredetileg PAL Megneton gyártmányú, 4 kW teljesítményű elektromos fűtőberendezéssel látták el. Azonban az nem volt elég hatékony. Ezért kifejlesztettek egy gázolajüzemű fűtőkályhát, amelyet később más csehszlovák buszokban is használtak.